# Aumax pour moi
Pour les articles homonymes, voir Max.
Aumax pour moi est le nom commercial de l'établissement de paiement Nouvelle Vague, une fintech bretonne et filiale du groupe Crédit mutuel Arkéa qui lance, en septembre 2017 son application mobile et un compte de paiement accompagné d'une carte bancaire MasterCard.
Le service ferme en janvier 2023.

## Historique
Aumax pour moi / Nouvelle Vague est un établissement de paiement, ouvert en septembre 2017, ayant obtenu l'agrément de l'Autorité de contrôle prudentiel et de résolution (ACPR) de la Banque de France. La société est une filiale à 100% du Crédit mutuel Arkéa, actionnaire notamment de la banque en ligne Fortuneo. 
Le service ouvre à l'origine en 2017 sous la marque « Max », puis change de nom pour « Aumax pour moi » en 2020.
En février 2019, Aumax pour moi compte 33 collaborateurs. Aumax pour moi est présent à Brest, Rennes, Bordeaux et Lyon.
Elle envisage de s'implanter en Belgique et en Suisse et propose du cash back en le reversant directement sur le compte courant de ses clients après achat dans une enseigne partenaire. 
La société Nouvelle Vague atteint plus de 115 000 clients à la fin 2019.
En 2021, Nouvelle Vague clôture son exercice avec une perte de 13,24 millions d'€.
En novembre 2022, Aumax pour moi annonce l'arrêt des services au 22 janvier 2023.

## Services
Les services d'Aumax pour moi sont accessibles uniquement par le biais d'une application mobile.
Aumax pour moi propose un compte courant et une carte bancaire MasterCard à débit immédiat et interrogation systématique, gratuite ou payante selon les services associés. 
La société propose également plusieurs garanties comme les assurances des cartes Premium pour leurs cartes payantes, les paiements XPay (Apple Pay, Samsung Pay, Google Pay, Garmin Pay et Fitbit Pay) ou par e-carte, un service de conciergerie 24/24h et 7/7j, le tout pilotable par le biais de l'application mobile. 